# ویکی‌پدیای بوجپوری

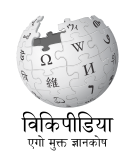
بوجپوری

ویکی‌پدیای بوجپوری(به بوجپوری: 𑂦𑂷𑂔𑂣𑂳𑂩𑂲 𑂥𑂱𑂍𑂱𑂣𑂲𑂙𑂱𑂨𑂰) نسخه ای از ویکی‌پدیا به زبان بوجپوری است. این سایت در بیست و یکم فوریه ۲۰۰۳ راه اندازی شد. بوجپوری امروزه به خط دیواناگری نوشته می‌شود. بوجپوری یک زبان هندوآریایی است که در شمال شرقی هند و منطقه ترای نپال صحبت می‌شود. عمدتاً در غرب بیهار و شرق اوتار پرادش صحبت می‌شود. این زبان در فیجی، گویان، موریس، آفریقای جنوبی، سورینام و ترینیداد و توباگو زبان اقلیت است.

## کاربران و ویرایشگران
| تعداد حساب‌های کاربری | تعداد مقالات | تعداد فایل‌ها | تعداد مدیران |
| -------------------- | ------------ | ------------ | ------------ |
| 37626                | 8814         | 54           | 2            |